# 37-я добровольческая кавалерийская дивизия СС «Лютцов»
37-я добровольческая кавалерийская дивизия СС «Лютцов» (нем. 37. SS-Freiwilligen-Kavallerie-Division "Lützow") — тактическое соединение войск СС нацистской Германии. Была сформирована под Мархфельдом на венгерско-словацкой границе в феврале 1945 года. Личный состав дивизии был собран из остатков кавалерийских дивизий — 22-й «Мария Терезия» и 8-й «Флориан Гайер», уничтоженных в боях под осаждённым Будапештом, и, за счёт набора венгерских фольксдойче, максимально быстро был доведён до необходимой численности. Названа в честь героя войны с Наполеоном дворянина Адольфа фон Лютцова, который вёл партизанскую войну против французов.

## Формирование
О формировании этой дивизии было объявлено 2 февраля 1945 года, однако к реальному формированию приступили лишь 20 февраля. Своё название дивизия получила по фамилии создателя одного из первых добровольческих корпусов Адольфа фон Лютцова (1782 — 1834 гг.). Основой для дивизии послужили запасные части уничтоженных в Будапеште 8-й и 22-й кавалерийских дивизий СС и курсанты артиллерийской школы в Праге.
Формирование дивизии проходило в районе Братиславы, куда также прибыли остатки кавалерии СС, выжившие при прорыве из Будапешта. Теоретически в составе дивизии должно было быть три кавалерийских полка, дивизион артиллерии и части поддержки. Недостаток личного состава и времени не дали этой части превратиться в полноценную дивизию СС.

## Боевой путь
В начале марта части дивизии были переброшены в Венгрию, в район Комарно. После отступления из Венгрии дивизия была разделена на две боевые группы: «Кейтель» (кадр 92-го полка, около 2000 человек), которой командовал сын генерал-фельдмаршала Вильгельма Кейтеля оберштурмбаннфюрер СС Карл Гейнц Кейтель, и «Амейзер» (кадр 94-го полка), которой командовал штурмбаннфюрер СС Антон Амейзер. 
Боевая группа Кейтеля, подчинённая 1-му танковому корпусу СС «Лейбштандарт СС Адольф Гитлер», отступая через Венгрию в Австрию, участвовала в ожесточённых боях с наступающими частями Красной армии. Боевая группа Амейзера в апреле 1945 года действовала при 96-й пехотной дивизии и затем отступила к Будвейсу. В мае 1945 года некоторые подразделения были захвачены советскими солдатами, тогда как другие отошли на Запад, чтобы сдаться наступающим силам союзников.
Некоторые солдаты из состава дивизии приняли участие в массовом побеге из лагеря для военнопленных в Альтхайме. Побег был предпринят после того, как из лагеря были освобождены регулярные части вермахта, тогда как эсэсовцы остались в заключении.

## Командиры
- оберфюрер СС Вальдемар Фегеляйн[укр.] (26 февраля 1945 — март 1945)
- штандартенфюрер СС Карл Гезеле (март — май 1945).

## Организация
- 92-й добровольческий кавалерийский полк СС (SS-Freiwilligen-Kavallerie-Regiment 92)
- 93-й добровольческий кавалерийский полк СС (SS-Freiwilligen-Kavallerie-Regiment 93)
- 94-й добровольческий кавалерийский полк СС (SS-Freiwilligen-Kavallerie-Regiment 94)
- 37-й артиллерийский дивизион СС (SS-Artillerie-Abteilung 37)
- 37-й противотанковый дивизион СС (SS-Panzerjäger-Abteilung 37)
- 37-й разведывательный батальон СС (SS-Aufklärungs-Abteilung 37)
- 37-й рота связи СС (SS-Nachrichten-Kompanie 37)
- 37-й сапёрный батальон СС (SS-Pionier-Bataillon 37)
- 37-е подразделение снабжения СС (SS-Nachschub-Truppen 37)
- 37-й рота административного управления СС (SS-Verwaltungs-Kompanie 37)
- 37-й полевой запасной батальон СС (SS-Feldersatz-Bataillon 37)
- 37-й санитарный батальон СС (SS-Sanitäts-Abteilung 37)

## Публикации
- Дж. Фоулер «Кавалерийские части Германии и её союзников во Второй мировой войне 1939—1945 гг.: Униформа, вооружение, организация» (Серия «Солдатъ», вып. 118) Изд.: Астрель, 2003 г. ISBN 1-84176-323-3; ISBN 978-1-84176-323-1, 64 стр. — издание по изданию на англ. яз.: Fowler, Dr Jeffrey T. — Axis Cavalry in World War II
- Charles Trang The «Florian Geyer» division; trad., John Lee. — Bayeux: Heimdal, 2000 (25-Besançon : Impr. Néo-typo). — 208 p.: ill., Bibliogr. p. 208. Glossaire. — DL 00-49339 (D2). — 280 °F. Waffenschutzstaffel. Kavaleriedivision «Florian Geyer» ISBN 2-84048-141-3